# Seriphidium brevifolium
Seriphidium brevifolium là một loài thực vật có hoa trong họ Cúc. Loài này được (Wall. ex DC.) Ling & Y.R.Ling miêu tả khoa học đầu tiên năm 1980.